# Банкя
Ба́нкя (болг. Банкя) — місто в Міській області Софія Болгарії. Входить до складу общини Столична.
Ба̀нкя (застар.  Банки) — відомий національний та міжнародний курорт, місто, а також район Софії, Західної Болгарії.  Розташоване біля підніжжя гори Люлин біля міжнародного шляху Белград - Стамбул, відомого ще в давнину як Діагональна дорога. 
Курорт є національним центром  лікування хворих із серцево-судинними захворюваннями, а також профілактики хвороб.  Його слава обумовлена тим, що і його повітря, і його вода мають виняткові цілющі властивості.  Він поєднує в собі клімат і бальнеотерапію. 
У 1969 році село Банкя було оголошено містом, а в 1979 році  відокремлене, разом з прилеглими селами, як район Софії.  Сьогодні Банкя росте зі своїми околицями Градоман, Вердикал і Михайлово і двома сусідніми селами - Іваняне і Клисура.

## Населення
За даними перепису населення 2011 року у місті проживали 11 089 осіб.
Розподіл населення за віком у 2011 році:
Динаміка населення:

## Географія, кліматичні особливості та мінеральна вода
Банкя знаходиться близько в 14,5 км на захід від столиці Софії. Розташоване біля підніжжя гори Люлин, на березі річки Банкя. Середня висота між 630 і 800 м.  Зі столицею місто з'єднується двома дорогами - відхиленням на Мілево по дорозі до Сербії і дорогою вздовж квартала  Філіповці.  Місто входить у  частину національної залізничної мережі з електрифікованою лінією. 
Місто Банкя складається з центральної частини і околиць Вердикал, Михайлово і Градоман.  Розташоване біля підніжжя гори Люлин, місто характеризується великою кількістю зелені і сонячних днів, помірним континентальним кліматом, м'якими гірськими бризами, багатими аніони і фітонцидами, а також багатьма цілющими мінеральними джерелами - це природні риси, які визначають розвиток  престижного національного і міжнародного курорту, і в той же час екологічного заповідника Софії.  Кращою візиткою міста є клімат, лікувальні властивості мінеральних вод, багата санаторно-курортна база з висококваліфікованим медичним персоналом, на рахунку якого сотні вилікуваних від серцево-судинних та інсультних захворювань. 
Середньорічна температура становить 9,6 °С.  Місто славиться своєю багатою зеленню і великою кількістю сонячних днів, помірним континентальним кліматом, легким гірським  вітром, який дме з Люлинської гори і долини  , очищаючи  пил.  Повітря особливо багате озоном, він також насичений негативними іонами  і ароматичними речовинами, які вивільняються з соснових лісів навколо.  Все це утворює невидиму оборону над містом.  Вітри переважно західні, північно-західні і південно-західні.
Водяна лінза сягає близько 850 м глибиною. Це слабомінералізований, гомотермічний, вуглеводневий сульфат-натрій розчин. Його температура 36,5 °С.  Він прозорий, безбарвний, без запаху, м'який і надзвичайно смачний.  Медичні заклади з висококваліфікованими фахівцями, надають допомогу хворим, які страждають серцево-судинними та неврологічними захворюваннями, а також пов'язані з метаболізмом, шлунково-кишковим трактом, опорно-руховою системою, ендокринологічними захворюваннями, загальною фізичною і психічною втомою.  Повітря, вода і природа курорту також надають омолоджуючий ефект. 

## Історія
Першими поселенцями на території Банкя є фракійські племена, яки оселялися ще 2500 років тому. Археологічні розкопки виявили залишки римських будівель, стін, каналізацій, бронзових браслетів з IV-V ст. н.е. Письмові документи про існування Банки як поселення витягнуті з турецького податкового реєстру з 15-го століття.  Під час турецького ярма  Рашид бей отримав право керувати цими землями, а його фермою керували місцеві селяни-виконавці.  У середині ферми стояла криниця лікувальної мінеральної води.  Тільки один раз на рік на свято "Горешляци", коли вода вважалася найбільш зцілюючою, селяни мали право зануритися.  З усієї сільської місцевості  населення збиралося  до Банки на ці свята.
Після Визволення, населення  з сімнадцятьма сім'ями  викупило землю бея.  Першим, який купив землю  і побудував готель, а поруч з ним і невелика віллу, був майор Коста Паніца.
Ополченець Рашко Нешев отримав право експлуатувати мінеральні води в Банкя.  Він розширив стару лазню, побудував примітивні басейни і зробив чоловічій і жіночій відділи.  Незабаром поширилася слава місцевої мінеральної води.  Доходи Рашко Нешева були настільки великі, що коли він передавав щоденний дохід банку, він не рахував його, а міряв їх вагою.
На початку минулого століття Банкя привернула увагу вищих державних кіл,  а в 1907 році відкривається Маленька лазня.  У цьому ж році починається будівництво чудового для свого часу  великого бальнеологічного комплексу за задумами проф.  Карла Хохедера з Мюнхена.  Лазні відвідала царська сім'я, і це дало ще одне ім'я Великій бальнеолікарні - Царська Баня.   Вона також відігравала роль як містобудівний фактор. 
Після того, як Болгарія втратила Македонію, люди з Південно-західної Македонії переїхали в Банкю.  Більшість старих банкявчан є нащадками болгарських македонців і живуть переважно в центрі. 
На початку Балканської війни 1912 року  один чоловік з міста стає добровольцем в Македонсько-Адріанопольському корпусі.

## Банкя сьогодні
В останні роки реалізовані великі інфраструктурні проекти.  Завершено перший етап водного циклу міста.  Були побудовані головні каналізаційні колектори, розроблені внутрішньоквартальні  вулиці. 
Місто помітно змінилося після реконструкції парку "Ротонда" та будівництва першого та другого етапів пішохідної зони. Водні ефекти вражають в центрі міста, а  під годинниковою вежею якою тече 12 мінеральних вод. Є багато дитячих майданчиків для найменших, об'єднаних спортивних майданчиків при школі "Христо Смирненський",  вуличний фітнес в парку «Каштани».  Місцевий художник Стоян Мірчев дарує скульптури казкових персонажів парку «Каштани», а також велику скульптуру «Політ серця»  парку "Ротонда".  Протягом теплих місяців сотні квітів на вулицях, у  парках та пішохідних зонах дарують насолоду очам мешканцям та гостям курорту. 
Відродження курорту призвело до необхідності створення в місті туристичного інформаційного центру з двома конференц-залами та затишною кав`ярнею для зустрічей та спілкування. 

### Велика бальнеолікарня
Зараз ведеться ремонт Великого центру бальнеотерапії — реставрація та соціалізація символу міста Банкя. Зовні будівля буде повністю збережена. Всередині будуть збережені обидва басейни, одним з яких буде з гідромасажем. Царські лазні будуть збережені. Будуть побудовані три нові басейни термальних вод. Тут буде широкий асортимент косметичних, спа-процедур, соляних кімнат, сауни та ін.  Існує також зона відпочинку в багатому ландшафтному внутрішньому дворику.  Буде створена вишукана кондитерська для розслаблення і соціальних контактів, а у відреставрованому фоє будуть проходити виставки, концерти і навіть цивільні шлюби.  Там буде дитячий майданчик, де діти будуть веселитися, а батьки користуватися бальнеологічними послугами. 
Поряд з реконструкцією Великого бальнеологічного центру замість колишньої літньої сцени буде побудований готель. Він буде мати літню сцену з принаймні на 200 місць для культурних та соціальних заходів у місті.

## Політика
Банкя - це місце, де в останні десятиліття живуть і працюють багато болгарських політиків. Серед них був цар Фердинанд, який вирішив колись створити центральну царську лазню, Тодор Живков, який будує президентську резиденцію в місті і живе в ній протягом останніх 10 років свого правління. 
Засновник ПП ГЕРБ Бойко Борисов народився в м. Банкя. 

## Економіка
Місто значною мірою покладається на туризм і бальнеотерапію.  Завод "Coca-Cola"  розливає мінеральну воду «Банкя» працює на околиці.  Є  фабрика напоїв та продуктів "Кенді".  Тут існує виробництво  брендів, таких як Step, Frutti, Picantina. 
Медичні заклади - це  "Здраве",  "Ясен", декілька від міністерства внутрішніх справ,  Національний комплекс,  відділ кардіології та кардіологічної реабілітації Національної кардіологічної лікарні та декілька готелів: "Дружба", "Банкя Палац", "Жеравна", "Ємалі", "Дарлінг" та інші.  Протягом кількох років пляж "Aqualand" у центрі міста   має басейн олімпійського розміру, дитячий басейн і джакузі. 

## Державні установи
- Управління Банкського району
- Управління поліції району
- Школа "Цар Симеон"
- 78 Середня школа "Христо Смирненський"
- Професійна вища школа туризму "Алеко Константинов"
- Приватна початкова школа та дитячий садок "Веселка"
- Приватна початкова школа з ВПО "Фоті"
- 25 ДГ "Джерельце"
- Пожежна бригада м. Банкя

## Визначні пам'ятки
|                          |  |  |
| Минеральна лазня и пошта |  |  |

- Будівля мінеральної лазні - побудована в 1907 році[8]
- "Вазовський дуб" - улюблене місце  відпочинку письменника Івана Вазова.
- Церква "Св. Кирик і Юліта" - побудована в 1932 році  Освітлена  митрополитом Стефаном.[9].

- Храм "Всіх Святих"
- Читальний комплекс "Отець Паїсій" - заснований в 1928 році  першим вчителем-меценатом Володимиром Марковим. Сьогодні у бібліотеці є понад 20 тисяч томів художньої та науково-технічної літератури.  Найстаріший культурний інститут міста.  Активні заходи включають молодіжний танцювальний ансамбль, дитячо-юнацьку танцювальну групу, хор для старих міських та народних пісень, школу спортивного танцю, рок-гурт, молодіжний спортивний клуб.
- Громадський центр "Светлина - 1927",
- Будинок-музей "Димитр Благоєв"
- Дивотинський монастир "Свята Трійця"
- Клісурський монастир "Свята Петка"
- Здоровий шлях - відоме місце для прогулянок по природі для лікування дихальних проблем.

## Традиційні культурні заходи
- Горешляци - Свято міста відбувається 15 липня, коли святкується храмове свято св. Кирика та Юліти - небесних покровителів м. Банкя.  Це перший день  свят Горешляців - три  дні в році, пов'язані з переконанням, що мінеральні джерела є найбільш зцілюючими.  У Банкя, однак, святкова програма триває майже десять днів, оскільки вона наповнена народними, поп-, джазовими та класичними виставами.  Останніми роками активну участь беруть дуєт Ритон,  брати Аргирови, а також актор і народний депутат Євген Будінов - всі вони живуть у Банкя.

- Першотравневий день культури.   На початку весни районна адміністрація організовує День культури, який привабив на курорт багатьох гостей.  Типова програма полягає в тому, що вона є міждисциплінарною і прагне залучити якомога більше широкої та різноманітної аудиторії.
- Новорічні свята в новорічному містечку - За моделлю німецького Різдвяного базару в районі Банкя разом з клубом "Ротарі Банкя" з зими 2015 року  організовують Різдвяне містечко в центрі міста, на пішохідній набережній вул.  "Коста Паніца".  Протягом декількох тижнів проводяться різноманітні концертні програми, аніматори розважають дітей, а деякі з найвідоміших  кухонь міста годують гостей м'ясними делікатесами, вином  та різдвяними пирогами.
- Міжнародний дитячий фестиваль вокальних виконавців "Повір, шукай, можеш" проводиться щороку з 2016 року.  Його організовують район "Банкя" та Артцентр "Зорніца".
- Фестиваль фольклору - частина Міжнародного фольклорного фестивалю "Вітоша", що проходить на різних сценах Софії і є частиною культурного календаря Софійського муніципалітету, який також щорічно відвідує Банкю.  День фестивалю проходить через процесію в центральних частинах міста та пішохідній зоні, а завершується концертом у парку Ротонда.
- Пленер художників - з нагоди свята Горешляци художники малюють Банкю та його красу, даруючи свої картини муніципалітету для майбутньої картинної галереї. З 2014 року  виставка також присутня в центральному залі м. Софії.  На відкритті  взяла участь міський голова Софії Йорданка Фандакова.
- Кінотеатр  під зірками в м. Банкя - однією з найуспішніших прем'єр для м. Банкя є "БГ-кіно під зірками в Банкя", яка була вперше реалізована в серпні 2018 року, але сформувалося як одна з потенційно традиційних подій. З більш ніж 3000 глядачами,  з рядом партнерів, таких як Національний кіно центр, Міжнародний софійський кінофест, Виробничий дім "Динамічні мистецтва"  та іншими, ініціатива надзвичайно популярна.
- Авто ретро-парад , організований Ретро-клубом "Банки" і Болгарським автомобільним клубом "Ретро".  З м. Банкя відбувся перший міжнародний ретро-парад до Димитровграда та міста Пірот, Сербія.
- Конкурс  болгарської вівчарки.
- Жіночий тенісний чемпіонат.
- Гірський біг в околицях Банкя: Люлинський біг,  Різдвяний біг та інші.
- Міжнародний фестиваль дитячої пісні "Мільйон чудес" - щорічно проводився з 2001 по 2007 рік

## Інше
- Недалеко від центру знаходиться парк «Кестені».
- Гора Банкя в Антарктиді названа на честь міста.

## Галерея

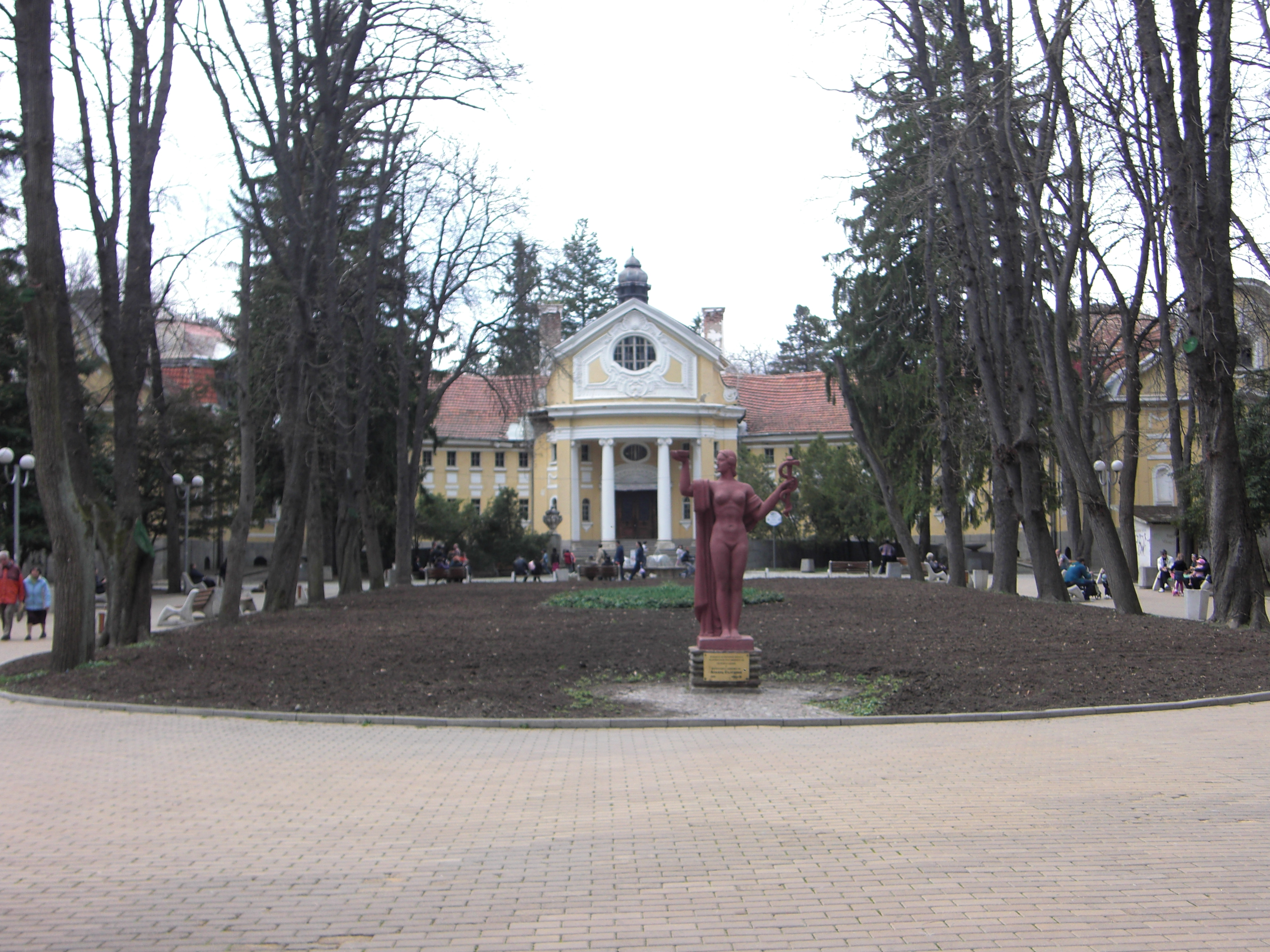
Мінеральна лазня
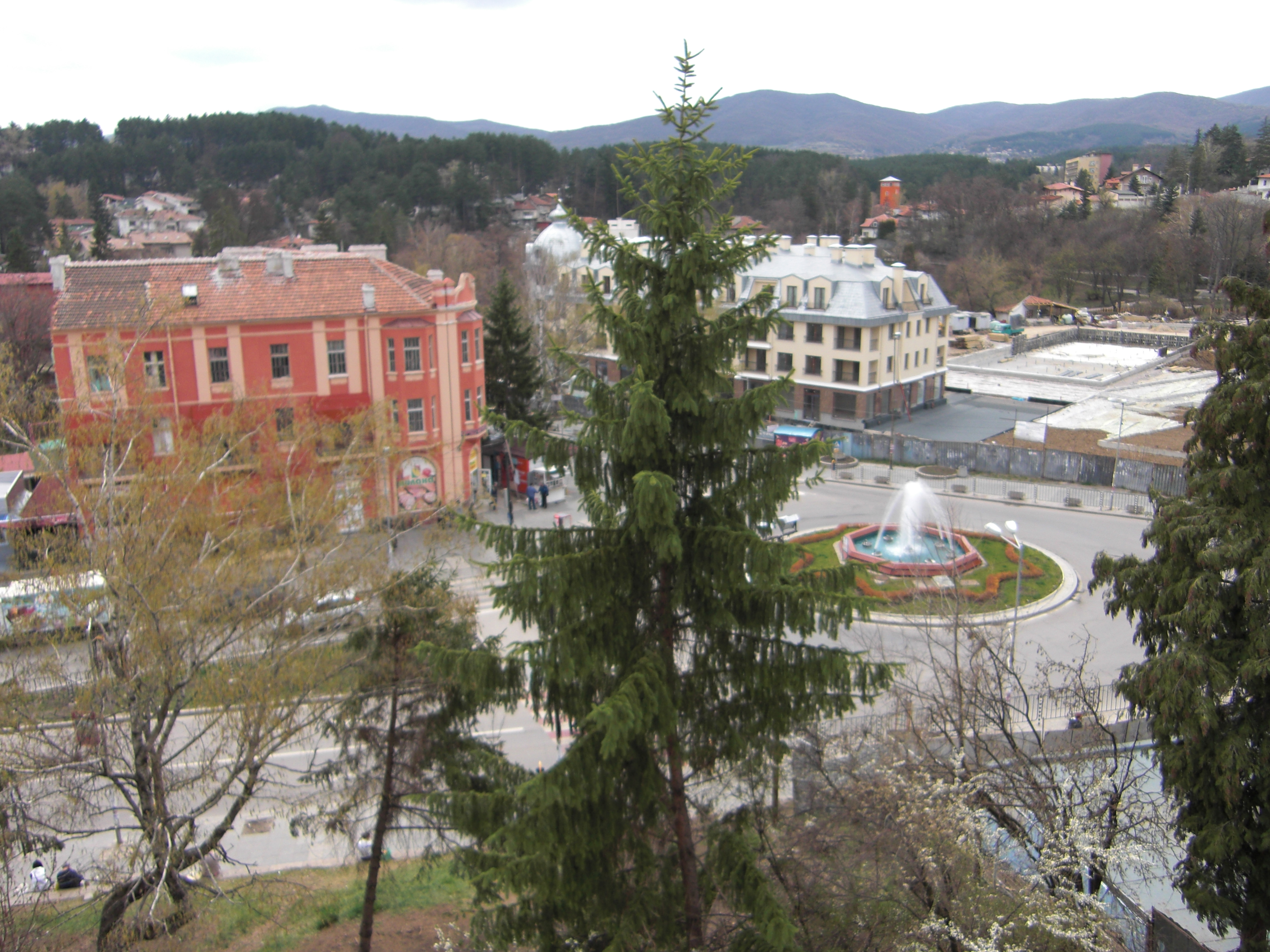
Центральна площа
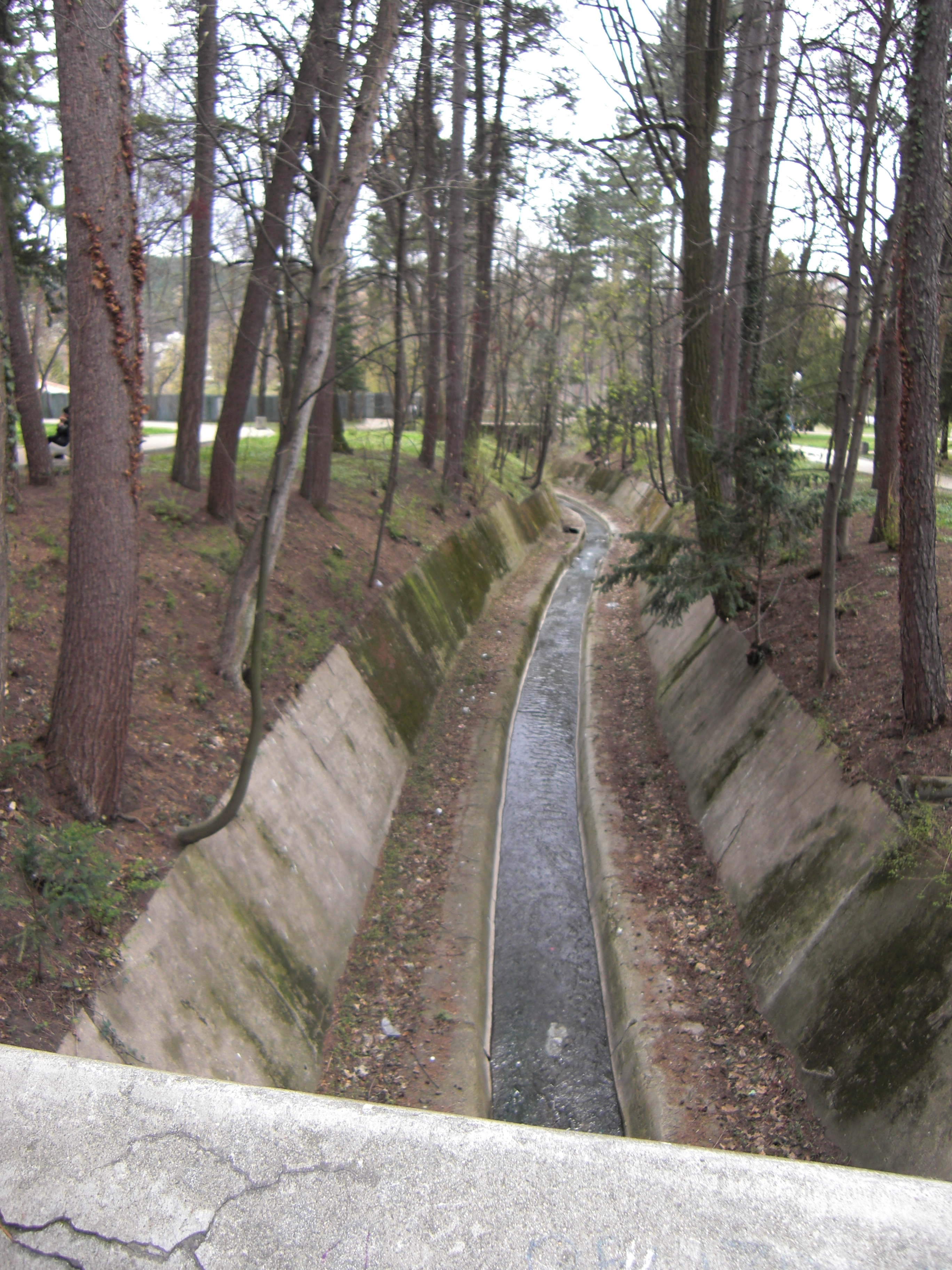
Річка  Банкя, парк "Каштани"
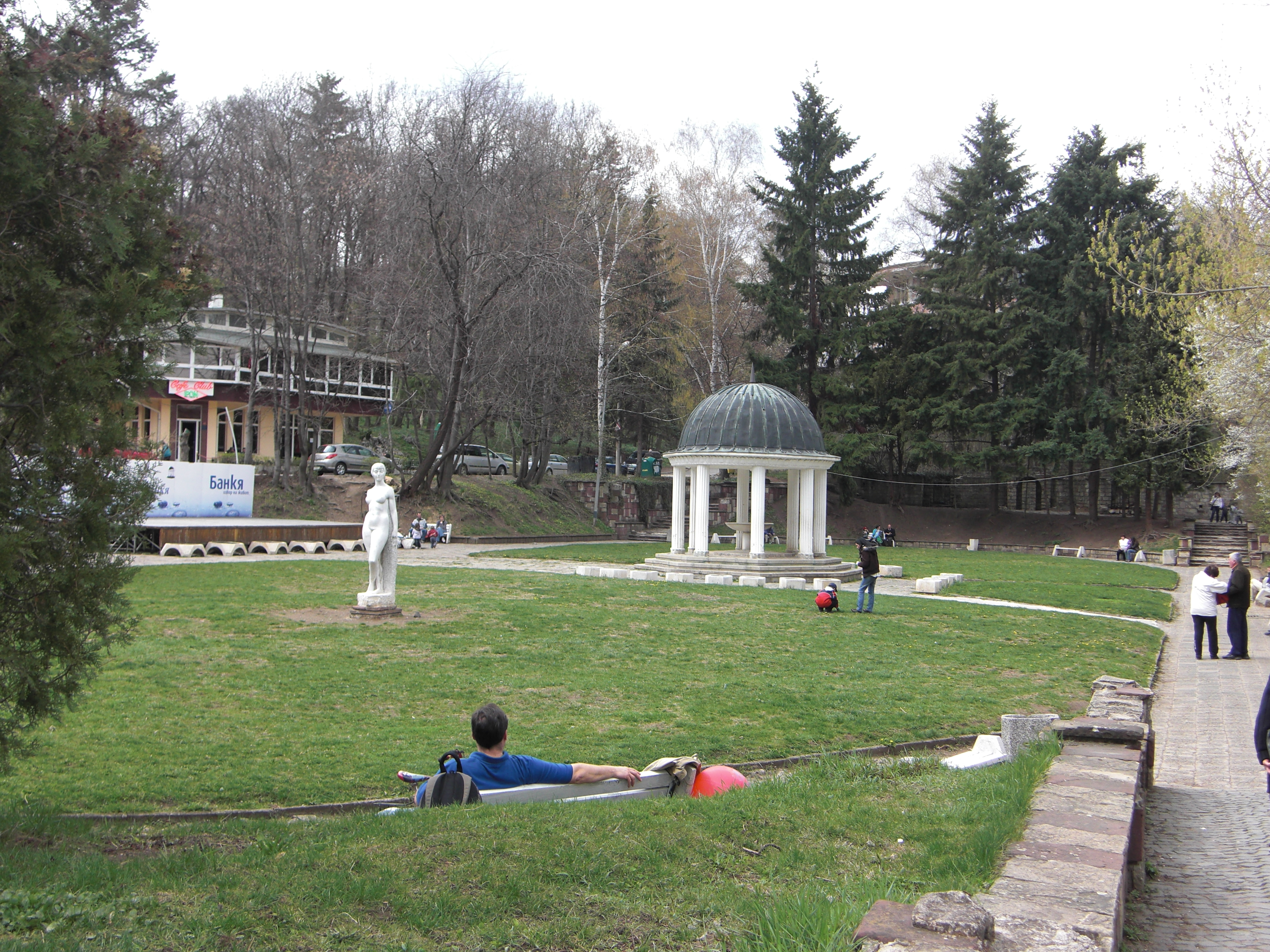
Парк Ротонда з фонтаном
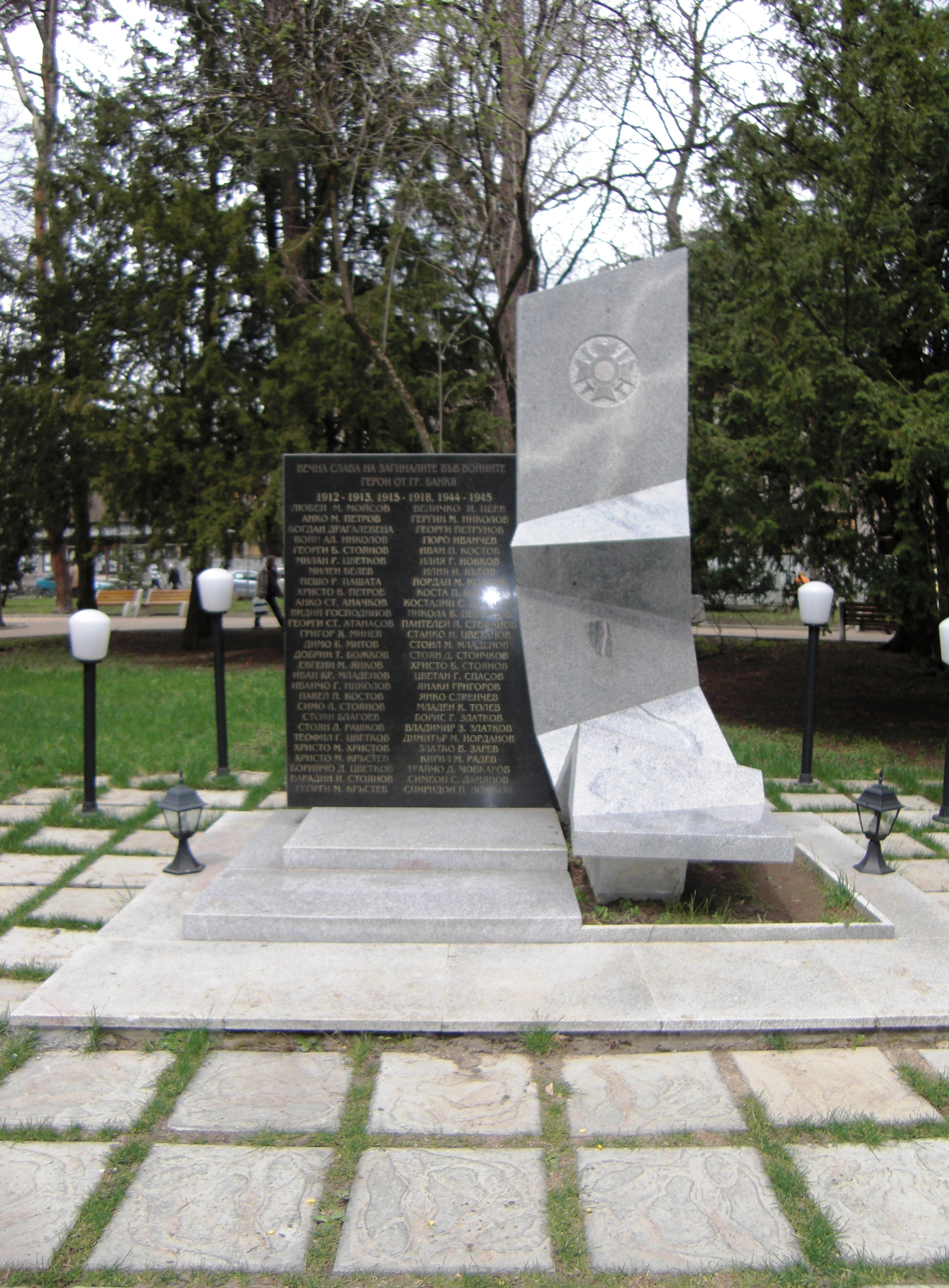
Пам'ятник героям, загиблим у війнах  в парку "Кестеніт"
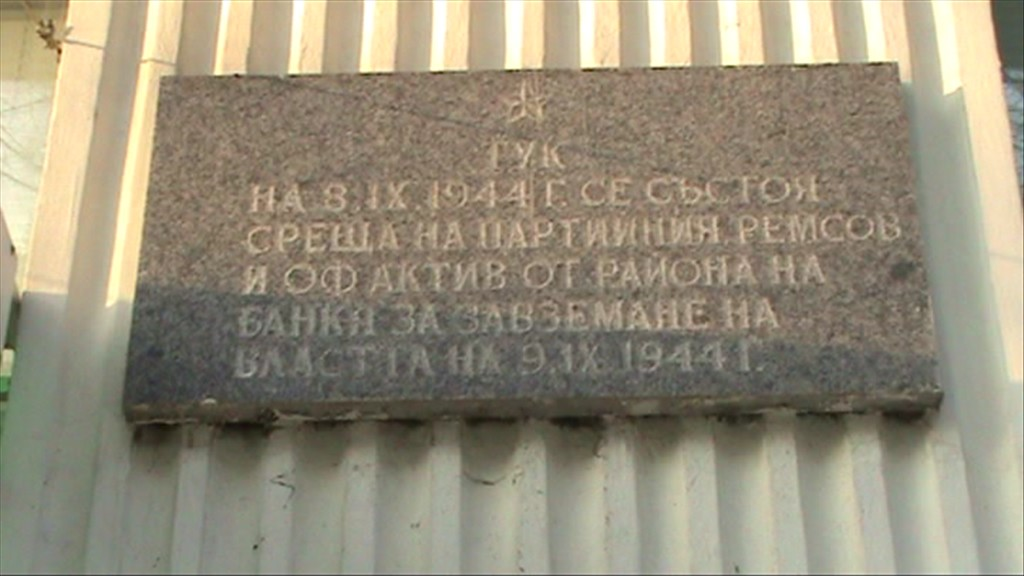
Меморіальна дошка  подіям 8/9 вересня 1944 року
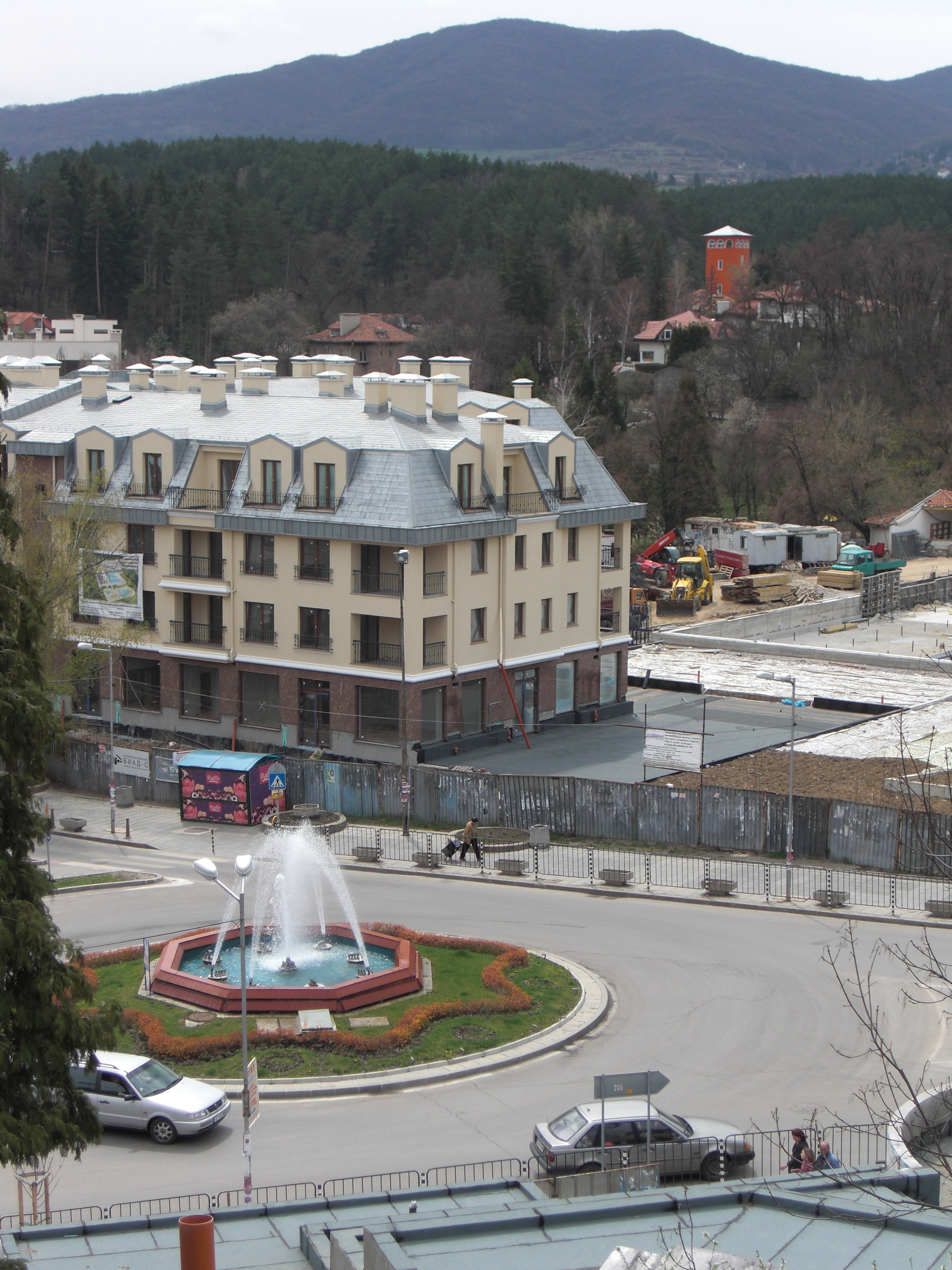
Новобудова біля Центральної площі

## Зовнішні посилання
- Вебкамера з автоматичної метеостанції Банкя [Архівовано 10 березня 2013 у Wayback Machine.]
- Офіційний сайт [Архівовано 6 березня 2019 у Wayback Machine.]